# Sarah Mkhonza
Sarah Mkhonza (geboren am 7. Mai 1957 als Sarah Thembile Du Pont) ist eine in den Vereinigten Staaten lebende eswatinische Schriftstellerin, Pädagogin und Frauenrechtsaktivistin.

## Herkunft und Ausbildung
Sarah Mkhonza wuchs als Tochter eines Hausangestellten in Swaziland auf und besuchte die Nazarene High School in Manzini. Sie absolvierte ein Literaturstudium an der Michigan State University in East Lansing (Michigan), das sie mit einer Promotion abschloss.

## Karriere
Nach ihrer Rückkehr arbeitete Mkhonza als Journalistin für die Times of Swaziland und den Swazi Observer, lehrte Englisch und Linguistik an der University of Eswatini und veröffentlichte Bücher. Da sie sich in ihren Artikeln kritisch über die politische Situation im von König Mswati III. absolutistisch regierten Eswatini (damals noch Swasiland) äußerte, wurde ihr ein Schreibverbot auferlegt. Die darauf folgenden Drohungen und Angriffe veranlassten sie 2005, in den Vereinigten Staaten politisches Asyl zu beantragen. Sie erhielt das Autorenstipendium Ithaca City Of Asylum, das ihr erlaubte, einen beruflichen Neustart zu organisieren.
In der Folge lehrte sie am Africana Studies and Research Center der Cornell University und an der Boston University. Seit 2013 arbeitet sie an der Stanford University, wo sie auch Zulu and Xhosa unterrichtete. Sie ist auch weiter als Autorin tätig.

## Sonstiges
An der Michigan State University war sie Mitbegründerin der Association of African Women und der African Book Fund Group, die jedes Jahr tausende von Büchern nach Afrika schickt.

## Veröffentlichungen
- What the Future Holds MacMillan Education Lim., 1989, ISBN 978-0-333-49166-9
- Pains of a Maid Macmillan Publishers, 1989, ISBN 978-0-333-49690-9
- Two Stories Vista Periodista, 2007, ISBN 0-9798112-0-1
- Woman in a Tree Vista Periodista, 2008, ISBN 0-9798112-1-X
- Weeding the Flowerbeds Xlibris Corporation, 2009, ISBN 978-1-4257-9976-2

## Auszeichnungen
- 2002 Hammett-Hellman-Preis von Human Rights Watch
- 2005 Oxfam Novib/PEN Award[3]